# Кохрэйн, Брайан
Бра́йан Ко́хрэйн (англ. Bryan Cochrane; род. 9 октября 1957, North Dundas, Онтарио) — канадский кёрлингист, чемпион мира среди ветеранов.

## Достижения
- Чемпионат мира по кёрлингу среди ветеранов: золото (2019), серебро (2017).

## Карьера
После неоднократных попаданий в провинциальные чемпионаты и неудач на этих турнирах, наконец, Кохрэйн в 2003 году стал лишь четвертой Оттавской командой, игравшей на чемпионате Канады по кёрлингу среди мужчин. Кохрэйн, игравший в то время вне кёрлинг-клуба RCMP Curling Club, и его команда в составе Bill Gamble, Ian MacAulay победили команду скипа Питера Корнера в провинциальном финале.
На чемпионате Канады 2003 года Кохрэйн должен был получить специальное разрешение от Ассоциации кёрлинга Канады, чтобы использовать свисток во время игры, будучи скипом. Свистки и другие средства связи запрещены к кёрлинге. Однако из-за папилломы гортани, которая вызывает повторяющиеся наросты на его голосовых связках и требует операции каждые шесть-восемь месяцев, он не мог эффективно общаться со своей командой, используя свой голос, и нуждался в свистке.
На чемпионате Канады 2003 года команда выступила неудачно, выиграв 5 матчей и проиграв 6.
До поражения в квалификации чемпионата провинции Онтарио по кёрлингу 2008 года Брайан выступал в десяти турнирах подряд. На чемпионате Онтарио 2014 года Брайан выступил в 16 раз.
На чемпионате Канады 2015 года был запасным и тренером команды Онтарио.
На чемпионате мира среди женщин 2019 года Брайан был тренером сборной команды США скипа Джейми Синклер .
Брайан Кохрэйн выигрывал Чемпионат Канады по кёрлингу среди ветеранов в 2016 и 2018 годах. На Чемпионате мира среди ветеранов 2017 года завоевал серебряную медаль, а на Чемпионате мира среди ветеранов 2019 года выиграл золото.
В 2019 году Брайан с командой вернулся в мужской (не ветеранский) кёрлинг. Двое из его команды ветеранов: Ian MacAulay и Morgan Currie родились на Острове Принца Эдуарда, а это означает, что оба игрока имеют право представлять провинцию благодаря новым правилам Ассоциации Кёрлинга Канады "по праву рождения". Учитывая это новое правило в качестве первого в команду пригласили Mark O'Rourke с острова, чтобы участвовать в 2020 году в провинциальном мужском чемпионате Острова Принца Эдуарда. Кохрэйн стал "приглашённым" игроком команды (из другой провинции). Команда легко пронеслась через турнир, одержав победу.  На Чемпионате Канады по кёрлингу среди мужчин 2020 года команда выиграла 2 матча и проиграла 5 в группе B, не попав в медальный раунд. Кохрэйн снова использовал свисток и сигналы рукой, чтобы передавать указания своей команде из-за его хронического заболевания горла, хотя с тех пор, как он закончил с преподаванием, операции на горле были сокращены примерно до одного раза в год.

## Команды
| Сезон   | Четвёртый      | Третий         | Второй         | Первый         | Запасной             | Турниры             |
| ------- | -------------- | -------------- | -------------- | -------------- | -------------------- | ------------------- |
| 1996—97 | Брайан Кохрэйн | Bill Gamble    | Ian MacAulay   | Mike Pastuch   |                      |                     |
| 1997—98 | Брайан Кохрэйн | Bill Gamble    | Ian MacAulay   | Gord Schade    |                      |                     |
| 1998—99 | Брайан Кохрэйн | Bill Gamble    | Ian MacAulay   | Mike Pastuch   |                      |                     |
| 1999—00 | Брайан Кохрэйн | Bill Gamble    | Ian MacAulay   | Mike Pastuch   |                      |                     |
| 2000—01 | Брайан Кохрэйн | Doug Johnston  | Ian MacAulay   | John Steski    |                      |                     |
| 2001—02 | Брайан Кохрэйн | Doug Johnston  | Ian MacAulay   | John Steski    |                      |                     |
| 2002—03 | Брайан Кохрэйн | Bill Gamble    | Ian MacAulay   | John Steski    |                      | ЧК 2003 (7-е место) |
| 2003—04 | Брайан Кохрэйн | Bill Gamble    | Brian Lewis    | John Steski    |                      |                     |
| 2004—05 | Брайан Кохрэйн | Bill Gamble    | Ian MacAulay   | John Steski    |                      |                     |
| 2005—06 | Брайан Кохрэйн | Chris Fulton   | Jeff Henderson | John Steski    |                      |                     |
| 2006—07 | Брайан Кохрэйн | Chris Fulton   | Jeff Henderson | John Steski    |                      |                     |
| 2007—08 | Брайан Кохрэйн | Rich Moffatt   | Doug Johnston  | John Steski    |                      |                     |
| 2008—09 | Брайан Кохрэйн | Rich Moffatt   | Paul Winford   | John Steski    |                      |                     |
| 2009—10 | Брайан Кохрэйн | Rich Moffatt   | Colin Dow      | John Steski    |                      |                     |
| 2010—11 | Брайан Кохрэйн | Rich Moffatt   | Chris Fulton   | John Steski    |                      |                     |
| 2011—12 | Брайан Кохрэйн | Rich Moffatt   | Chris Fulton   | John Steski    |                      |                     |
| 2012—13 | Chris Gardner  | Mathew Camm    | Brad Kidd      | Брайан Кохрэйн |                      |                     |
| 2013—14 | Mathew Camm    | Jason Camm     | Brad Kidd      | Брайан Кохрэйн |                      |                     |
| 2014—15 | Mark Kean      | Mathew Camm    | David Mathers  | Скотт Ховард   | Брайан Кохрэйн       | ЧК 2015 (8-е место) |
| 2014—15 | Брайан Кохрэйн | Alexander Dyer | Doug Johnston  | Kevin Rathwell |                      |                     |
| 2015—16 | Брайан Кохрэйн | Ian MacAulay   | Doug Johnston  | Ken Sullivan   |                      |                     |
| 2016—17 | Брайан Кохрэйн | Ian MacAulay   | Doug Johnston  | Ken Sullivan   |                      |                     |
| 2018—19 | Брайан Кохрэйн | Ian MacAulay   | Morgan Currie  | Ken Sullivan   | Paul Adams           | ЧМВ 2019            |
| 2019—20 | Брайан Кохрэйн | Ian MacAulay   | Morgan Currie  | Mark O'Rourke  | тренер: Ken Sullivan | ЧК 2020 (11 место)  |

(скипы выделены полужирным шрифтом)

## Личная жизнь
До выхода на пенсию Брайан работал директором школы в городе Расселл, провинция Онтарио с 2004 до 2009 года. Брайан женат, у них четверо детей.